# Rudy Orm
Rudy Orm — powieść historyczna napisana przez Fransa Gunnara Bengtssona. 
Akcja rozgrywa się na przełomie X i XI wieku n.e., w czasach chrystianizacji Skandynawii i szczytowym okresie ekspansji wikingów. Głównym bohaterem jest pochodzący ze Skanii wiking — Rudy Orm.
Powieść została opublikowana w dwóch tomach w 1941 i 1945 roku. Przez wiele lat była jedną z najbardziej popularnych powieści w Szwecji.potrzebne źródło Została przetłumaczona na co najmniej 23 języki obce i doczekała się ekranizacji w 1963 roku pt. Długie łodzie wikingów.
Treść powieści wzorowana jest na nordyckich sagach, nawiązuje do nich także w stylistyce. Jednym z zamierzeń autora było ukazanie w zbeletryzowany i humorystyczny sposób mentalności ludzi średniowiecza — w szczególności zderzenia kultury i mentalności pogańskiej z chrześcijańską.

## Treść
Tom I — Na zachodnich szlakach 
- Część pierwsza — „Długa podróż”

Orm dorasta w domu swojego ojca Tostego — bogatego kmiecia ze Skanii, który co roku wraz z synami wyrusza na wyprawy łupieżcze (najczęściej na wybrzeże Irlandii). Gdy kończy szesnaście lat ma po raz pierwszy wyruszyć wraz z ojcem na wyprawę, zostaje jednak w domu z powodu złego snu jaki miała jego matka. W czasie gdy Toste przebywa poza domem na jego gospodarstwo napadają inni wikingowie. Orm rusza bronić dobytku, przebija oszczepem jednego z napastników, zostaje jednak ogłuszony i porwany przez wodza wrogów — Kruka. Wraz z nim zmuszony jest wziąć udział w wyprawie w zastępstwie za wojownika którego zabił. Przy wiośle Orm poznaje pochodzącego z Lister Tokego, który potem stanie się jego najlepszym przyjacielem.
Początkowo wyprawa nie odnosi sukcesów, wikingowie decydują się więc płynąć na południe wzdłuż wybrzeża Francji. W międzyczasie ratują zbiegłego z niewoli Żyda Salamana, który obiecał im wskazać drogę do zamku swojego dawnego prześladowcy — chrześcijańskiego markgrafa. Wikingowie napadają na zamek i zdobywają bogate łupy. W drodze powrotnej szczęście się jednak odwraca — zostają napadnięci i pokonani przez flotę arabską.
Orm wraz z garścią ocalałych wikingów zostaje wzięty w niewolę. Spędzają kilka lat jako wioślarze na śródziemnomorskich galerach. Dzięki swojemu talentowi do języków obcych Orm staje się powoli najpierw tłumaczem a potem wodzem drużyny. Zbieg okoliczności sprawia, że udaje mu się przekazać wiadomość o swoim położeniu Salamanowi, który okazuje się znaczącą postacią w państwie arabskim. Dzięki wstawiennictwu Salamana wikingowie zostają uwolnieni z galer, a następnie po przyjęciu islamu wcieleni do drużyny przybocznej władcy Andaluzji — Almanzora. Wraz z nim biorą udział w wielu wyprawach na chrześcijańskie kraje, Orm i Toke otrzymują w prezencie wspaniałe miecze z toledańskiej stali a Ormowi udaje się uratować życie Almanzora, za co dostaje w nagrodę piękny i bardzo cenny złoty łańcuch. Wikingowie zabijają mężczyzn odpowiedzialnych za śmierć ich towarzysza Kruka, ale muszą z tego powodu uciekać przed gniewem Almanzora. Porywają arabski statek ze zrabowanym wielkim dzwonem ze złupionego kościoła Świętego Jakuba Apostoła i płyną w kierunku rodzinnych stron.
Po długiej i wyczerpującej żegludze udaje im się dotrzeć do brzegów Jelling. Dzwon ofiarowują w prezencie królowi Haraldowi Sinozębemu, który niedawno przyjął chrześcijaństwo. W  zamian za dar Orm wraz z Tokem zostają zaproszeni na ucztę z okazji święta Jul. W czasie uczty Orm zostaje wyzwany na pojedynek. Wygrywa go, odnosi jednak wiele ran. Kuruje go lekarz króla Haralda — braciszek Willibald, pomaga mu także córka króla — Ylva, w której Orm z wzajemnością się zakochuje. Król Harald mimo swojej sympatii dla Orma odmawia zgody na ich ślub, uważając go za niewystarczająco bogatego. Nie wyklucza jednak iż kiedyś zmieni zdanie. Orm darowuje Ylwie złoty łańcuch z Hiszpanii, a następnie rusza w drogę powrotną do rodzinnego domu. Towarzyszą mu Toke i Rapp Jednooki — pozostali wikingowie z drużyny dzielą się nielicznymi łupami i udają do swoich domów. W czasie podróży okazuje się, że Toke porwał jedną z królewskich kobiet — pochodzącą z Hiszpanii Arabkę Mirah. Orm obawia się, iż stawia go to w gronie królewskich wrogów i zamyka drogę do ślubu z Ylwą, Toke przekonuje go jednak, iż Harald jest już w podeszłym wieku i być może wkrótce umrze.
Orm po siedmiu latach nieobecności wraca do rodzinnego domu. Od matki — Osy dowiaduje się, iż jego ojciec i brat zginęli w czasie jednej z wypraw. Ona sama została chrześcijanką i długo modliła się o powrót Orma. Toke wraz z Mirah ruszają drogą lądową do domu, Rapp zaś zostaje w gospodarstwie Orma.
- Część druga — „W państwie króla Etelreda”

Król Harald Sinozęby został przepędzony przez swojego syna Swena Widłobrodego i zmarł na wygnaniu. Król Swen toczy walki z królem Szwecji — Erykiem zwanym Zwycięskim.
Tymczasem Orm czuje się już zmęczony pobytem w domu. Matka próbuje namówić go do przyjęcia chrześcijaństwa na co Orm nie ma ochoty. Bardzo zależy jej także na ożenku Orma, swata go więc z lokalnymi dziewczętami. Orm nie może jednak zapomnieć o Ylwie. Od swojego sąsiada kupuje łódź, zaciąga drużynę i przyłącza się do wielkiej wyprawy łupieżczej na Anglię.
W Anglii panuje król Etelred Bezradny, który nie potrafi poradzić sobie z licznymi najazdami wikingów.
Aby uratować królestwo decyduje się zapłacić wysoki okup. Tymczasem w trakcie plądrowania Orm spotyka Braciszka Willibalda, który wraz z wieloma księżmi i częścią dawnego dworu króla Haralda schronił się w Anglii. Willibald przekazuje mu wiadomość, że na angielskim dworze przebywa także Ylva. 
Jako jeden z bardziej znaczących wodzów wyprawy Orm zostaje odesłany na dwór króla Etelreda w celu odebrania okupu. Tak spotyka Ylvę która także o nim pamiętała i nie chciała wyjść za nikogo innego. Orm w pośpiechu przyjmuje chrzest i żeni się z Ylvą. Następnie ze swoją częścią łupu odpływają w rodzinne strony. W ostatniej chwili decyduje się do nich dołączyć Braciszek Willibald, który na starość chce kontynuować szerzenie chrześcijaństwa wśród wikingów.
W drodze powrotnej podpływają w nocy do Jelling, gdyż Ylva przed ucieczką do Anglii zakopała w okolicy otrzymany od Orma złoty naszyjnik. Naszyjnik udaje się odnaleźć, zostają jednak zaatakowani przez drużynę króla Swena. Udaje im się uciec, a brat Willibald rzuca w króla kamieniem, zrzucając go tym samym z konia.
Po powrocie, z obawy przed królewską zemstą, Orm decyduje się sprzedać swoją posiadłość i przeprowadzić w rodzinne strony swojej matki — na pogranicze ze Smalandią.
Tom II - W domu i na wschodnich wybrzeżach 
Dalszy ciąg przygód Orma opisany jest w tomie drugim pod tytułem „W domu i na wschodnich wybrzeżach":
- Część pierwsza — „Pan na Gröning”

- Część druga — „Złoto Bułgarów”.

## Bohaterowie
- Orm Tostesson — zwany także Rudym Ormem lub Ormem Bywałym. Rudowłosy wiking, świetny szermierz i żeglarz. Ma duży talent do języków obcych i układania wierszy. Często martwi się o swoje zdrowie.
- Ylva — córka króla Haralda Sinozębego, później także żona Orma. Obdarzona wielką urodą. Stanowcza i niezależna. Bardzo kocha Orma i nie zgadza się na poślubienie nikogo innego. Gdy król Harald początkowo nie godzi się na ślub, planuje ucieczkę z Ormem, a nawet zajście z nim w ciążę i postawienie ojca przed faktem dokonanym.
- Toke Graagullesson — najlepszy przyjaciel Orma, towarzysz większości jego przygód. Obdarzony dużym poczuciem humoru i podobno większym od Orma talentem do układania wierszy. Ma skłonności do awanturowania się po wypiciu zbyt dużej ilości piwa.
- Osa — matka Orma. Świetna choć bardzo kłótliwa gospodyni. Bardzo się martwi o swoich bliskich, często jest w tym natrętna, co bywa powodem kłótni.
- Brat Willibald — mnich, nadworny lekarz króla Haralda, w późniejszym czasie zamieszkuje z rodziną Orma. Sympatyczny choć odrobinę zgorzkniały. Jest bardzo oddany dziełu chrystianizacji, lecz jednocześnie nie wyobraża sobie wpuszczenia wikingów do raju.

### Bohaterowie historyczni
- Almanzor Zwycięski — władca arabskiej Hiszpanii. Obawia się gniewu Allaha za podstępne przejęcie władzy i dlatego całe życie poświąca na walkę z chrześcijanami. Bogaty i sprawiedliwy władca, opiekun nauki i poezji.
- Harald Sinozęby — potężny król Duńczyków, przyjął chrześcijaństwo, lecz nadal hołduje wielu przyzwyczajeniom pogańskim. Ojciec wielu córek którym nie może znaleźć wystarczająco godnych mężów.
- Swen Widłobrody — syn króla Haralda. Nie może się doczekać śmierci ojca i przejęcia jego skarbca, traci jednak cierpliwość i przepędza Haralda siłą. Nienawidzi Orma i Ylvy. Wróg chrześcijaństwa.
- Styrbjörn — bratanek króla Szwecji Eryka, odsunięty podstępnie od władzy. Marzy o jej odzyskaniu. Proponuje Ormowi i Tokemu zaciągnięcie się do jego drużyny.
- Etelred Bezradny — nieudolny władca Anglii. Przeciwko najazdom wikingów nakazuje jedynie intensywne modlitwy sam zaś „zajmuje się głównie sypianiem z żonami swoich wielmożów”. Zmuszony do zapłacenia wikingom — w tym Ormowi — bardzo wysokiego okupu.